# Wilfred D. Iwan
Wilfred D. Iwan (* 21. Mai 1935 in Pasadena; † 29. Oktober 2020) war ein US-amerikanischer Bauingenieur.
Iwan erhielt seinen Bachelor-Abschluss 1957 und seinen Master-Abschluss 1958 am Caltech, an dem er 1961 promoviert wurde. Danach war er Assistant Professor an der United States Air Force Academy in Colorado und ab 1964 Assistant Professor, 1967 Associate Professor und 1972 Professor für Angewandte Mechanik am Caltech, an dem er 2004 emeritiert wurde. 1992 bis 2008 war er dort Direktor des Earthquake Engineering Research Laboratory.
Er befasste sich theoretisch und experimentell mit dem Verhalten von mechanischen Strukturen bei Erdbeben.
1997 erhielt er die Nathan M. Newmark Medal und 2007 erhielt er die Von-Karman-Medaille. Er war Mitglied der National Academy of Engineering (1999).